# Tarlo River
Der Tarlo River ist ein Fluss im Osten des australischen Bundesstaates New South Wales. 
Er entspringt bei Middle Arm nordwestlich von  Goulburn und fließt nach Südosten durch die Kleinstadt Tarlo bis nach Norrong. Dort wendet er seinen Lauf nach Osten bis nach Tarlo Gap, wo er scharf nach Norden zum Tarlo-River-Nationalpark abbiegt. Den Nationalpark durchfließt er in einem Bogen nach Osten, wo er südöstlich von Bannaby in den Wollondilly River mündet.